# Osphyoplesius
Osphyoplesius — род жесткокрылых из семейства трухляков. По некоторым источникам считается родом чернотелок.

## Описание
Глаза отсутствуют. Передние тазиковые впадины открытые.

## Систематика
В составе рода:
- Osphyoplesius anophthalmus Winkler, 1915
- Osphyoplesius loebli Espańol, 1975